# Sometimes I Might Be Introvert
A Sometimes I Might Be Introvert Little Simz angol rapper negyedik stúdióalbuma, amely 2021. szeptember 3-án jelent meg az Age 101 Music és az AWAL kiadókon keresztül. A Mercury-díjra jelölt Grey Area lemezt követi, amit Simz 2019-ben adott ki. Öt kislemez jelent meg róla: az Introvert, a Woman, a Rollin Stone, az I Love You, I Hate You és a Point and Kill. Az album producere Inflo volt, míg közreműködött rajta Cleo Sol és Obongjayar.
A lemezt méltatták a kritikusok, az Exclaim! és a BBC Radio 6 Music is az év egyik legjobb albumának nevezte. 2022. október 18-án megnyerte a 2022-es Mercury-díjat, és jelölték az Év albuma díjra az Ivor Novello-díjátadón. Megnyerte a Libera-díjat az Év hiphop/rap lemeze kategóriában, illetve az Év albuma díjra jelölték a Brit Awards-gálán. Megjelenése óta a 21. század egyik legjobb hiphoplemezének tekintik, a Rolling Stone is helyet adott neki Minden idők 200 legjobb hiphopalbuma című listáján.

## Cím
Az album címének rövidítése Simbi, ami Simz teljes nevének (Simbiatu) része. Egy, a The Guardiannek adott interjúban Little Simz azt nyilatkozta, hogy „Gyakran szeretek magamban lenni, és nem igazán tudtam, hogy ezt hogyan navigáljam, főleg ebben az iparban, ahol az elvárás, hogy mindig extrovertált legyél. Csak el akartam mondani embereknek, hogy hajlamosabb vagyok erre. Mikor a munkámról beszélünk, egyáltalán nem vagyok félénk, nem fogom vissza magam. Nagyon komoly és közvetlen vagyok, de más dolgokkal kapcsolatban néha.” Az album témáit tekintve a Sometimes I Might Be Introvert arról szól, hogy Simz egy „introvertált személy vagyok, akinek mindenféle őrült gondolatai és ötletei vannak, és nem mindig érzem, hogy ezeket ki tudom fejezni, ha csak nem a művészetemen keresztül.”

## Megjelenés
Little Simz 2021. április 21-én jelentette be az album címét, borítóját és megjelenési dátumát. Az első kislemez, az Introvert, egy videóklippel együtt jelent meg ugyanezen a napon. A második dal, ami a lemezről megjelent, a Woman volt Cleo Sol közreműködésével, és május 6-án adták ki, egy Simz által rendezett videóval együtt. Június 14-én jelent meg a harmadik kislemez Rollin Stone címmel, amit az I Love You, I Hate You követett július 8-án, majd végül a Point and Kill Obongjayar közreműködésével, szeptember 1-én.
2021 májusában Simz bejelentette turnéját az album népszerűsítésére.

## Elismerések és díjak
| Magazin              | Lista                                 | Helyezés | For.   |
| -------------------- | ------------------------------------- | -------- | ------ |
| BBC Radio 6 Music    | Az év albumai: 2021                   | 1        | [ 13 ] |
| Exclaim!             | 2021 50 legjobb albuma                | 1        | [ 14 ] |
| The Guardian         | 2021 50 legjobb albuma                | 3        | [ 15 ] |
| NPR Music            | 2021 50 legjobb albuma                | 2        | [ 16 ] |
| Paste                | 2021 50 legjobb albuma                | 4        | [ 17 ] |
| Pitchfork            | 2021 50 legjobb albuma                | 29       | [ 18 ] |
| Rolling Stone        | 2021 50 legjobb albuma                | 36       | [ 19 ] |
| Rolling Stone        | Minden idők 200 legjobb hiphopalbuma  | 180      | [ 20 ] |
| Consequence of Sound | 2021 50 legjobb albuma                | 5        | [ 21 ] |
| Variety              | Chris Willman: 2021 10 legjobb albuma | 6        | [ 22 ] |

| Év   | Díjátadó      | Kategória                               | Eredmény | For.          |
| ---- | ------------- | --------------------------------------- | -------- | ------------- |
| 2022 | Brit Awards   | Az év brit albuma                       | Jelölve  | [ 23 ]        |
| 2022 | NME Awards    | A világ legjobb albuma                  | Jelölve  | [ 24 ]        |
| 2022 | NME Awards    | Legjobb brit előadó által kiadott album | Jelölve  | [ 24 ]        |
| 2022 | Libera Awards | Legjobb hiphop/rapalbum                 | Elnyerte | [ 25 ]        |
| 2022 | Mercury-díj   | Az év albuma                            | Elnyerte | [ 26 ]        |
| 2022 | MOBO Awards   | Az év albuma                            | Elnyerte | [ 27 ] [ 28 ] |

## Számlista
Az összes szám producere Inflo, az I See You (Miles James) és a Rollin Stone (Jakwob) kivételével.
| Sometimes I Might Be Introvert | Sometimes I Might Be Introvert               | Sometimes I Might Be Introvert          | Sometimes I Might Be Introvert | Sometimes I Might Be Introvert | Sometimes I Might Be Introvert | Sometimes I Might Be Introvert | Sometimes I Might Be Introvert | Sometimes I Might Be Introvert | Sometimes I Might Be Introvert |
|                                | Cím                                          | Szerző(k)                               | Hossz                          |                                |                                |                                |                                |                                |                                |
| ------------------------------ | -------------------------------------------- | --------------------------------------- | ------------------------------ | ------------------------------ | ------------------------------ | ------------------------------ | ------------------------------ | ------------------------------ | ------------------------------ |
| 1.                             | Introvert                                    | Simbiatu Ajikawo Dean Josiah Cover      | 6:02                           |                                |                                |                                |                                |                                |                                |
| 2.                             | Woman (Cleo Sol közreműködésével)            | Ajikawo Cleopatra Nikolic Cover         | 4:29                           |                                |                                |                                |                                |                                |                                |
| 3.                             | Two Worlds Apart                             | Ajikawo Cover                           | 2:58                           |                                |                                |                                |                                |                                |                                |
| 4.                             | I Love You, I Hate You                       | Ajikawo Cover                           | 4:16                           |                                |                                |                                |                                |                                |                                |
| 5.                             | Little Q, Pt. 1 (interlude)                  | Ajikawo Cover Kadeem Clarke Miles James | 1:08                           |                                |                                |                                |                                |                                |                                |
| 6.                             | Little Q, Pt. 2                              | Ajikawo Cover Clarke James              | 3:46                           |                                |                                |                                |                                |                                |                                |
| 7.                             | Gems (interlude)                             | Ajikawo Cover Clarke                    | 2:57                           |                                |                                |                                |                                |                                |                                |
| 8.                             | Speed                                        | Ajikawo Cover                           | 2:41                           |                                |                                |                                |                                |                                |                                |
| 9.                             | Standing Ovation                             | Ajikawo Cover                           | 4:08                           |                                |                                |                                |                                |                                |                                |
| 10.                            | I See You                                    | Ajikawo Cover James Nathan Allen        | 3:58                           |                                |                                |                                |                                |                                |                                |
| 11.                            | The Rapper that Came to Tea (interlude)      | Ajikawo Cover James Clarke              | 2:45                           |                                |                                |                                |                                |                                |                                |
| 12.                            | Rollin Stone                                 | Ajikawo Cover James Jacob               | 3:39                           |                                |                                |                                |                                |                                |                                |
| 13.                            | Protect My Energy                            | Ajikawo Cover                           | 3:09                           |                                |                                |                                |                                |                                |                                |
| 14.                            | Never Make Promises (interlude)              | Ajikawo Cover                           | 1:02                           |                                |                                |                                |                                |                                |                                |
| 15.                            | Point and Kill (Obongjayar közreműködésével) | Ajikawo Cover Steven Umoh               | 3:06                           |                                |                                |                                |                                |                                |                                |
| 16.                            | Fear No Man                                  | Ajikawo Cover                           | 4:04                           |                                |                                |                                |                                |                                |                                |
| 17.                            | The Garden (interlude)                       | Ajikawo Cover James Clarke              | 2:39                           |                                |                                |                                |                                |                                |                                |
| 18.                            | How Did You Get Here                         | Ajikawo Cover                           | 4:57                           |                                |                                |                                |                                |                                |                                |
| 19.                            | Miss Understood                              | Ajikawo Cover                           | 3:28                           |                                |                                |                                |                                |                                |                                |
| 65:12                          |                                              |                                         |                                |                                |                                |                                |                                |                                |                                |

Jegyzetek
- Az Introverten és az öt intermezzón hallható Emma Corrin.[29]
- Az Introverten és az I See You-n közreműködött Cleo Sol.

Hangminták
- Two Worlds Apart: The Agony and the Ecstasy (szerezte és előadta: Smokey Robinson).[30]

## Közreműködők
Zenészek
- Little Simz – előadó (összes)
- Cleo Sol – közreműködő előadó (2)
- Obongjayar – közreműködő előadó (15)
- Inflo – producer (összes)
- Jakwob – producer (12)
- Miles James – producer (10)
- Emma Corrin – további vokál
- Rosie Danvers – vonós hangszerelés
- Graham Godfrey - ütőhangszerek
- Caroline Adeyemi – vokál
- Paul Boldeau – vokál
- Phebe Edwards – vokál
- Patrick Linton – vokál
- Desrinea Ramus – vokál
- Olivia Williams – vokál
- Qudus Adidas St. Patrick – vokál

Utómunka
- Matt Colton – maszterelés
- Ben Baptie – hangmérnök, keverés
- Richard Woodcraft – hangmérnök, keverés
- Jeremy Cole – kreatív igazgató, borító

## Slágerlisták
| Slágerlista (2021)                         | Legmagasabb pozíció |
| ------------------------------------------ | ------------------- |
| Ausztrália (ARIA Top 50 Albums)            | 40                  |
| Ausztria (Ö3 Austria Top 40)               | 15                  |
| Belgium (Ultratop Flandria)                | 19                  |
| Belgium (Ultratop Vallónia)                | 64                  |
| Egyesült Királyság (UK Albums Chart)       | 4                   |
| Egyesült Királyság (UK Independent Albums) | 1                   |
| Egyesült Királyság (UK R&B Albums)         | 1                   |
| Egyesült Királyság (Scottish Albums)       | 3                   |
| Hollandia (Dutch Charts Album Top 100)     | 27                  |
| Írország (IRMA)                            | 30                  |
| Németország (Offizielle Top 100)           | 24                  |
| Spanyolország (PROMUSICAE Top 100 Álbumes) | 79                  |
| Svájc (Schweizer Hitparade Top 100 Albums) | 19                  |
| USA Heatseekers Albums (Billboard)         | 3                   |
| USA Independent Albums (Billboard)         | 45                  |
| USA Top Album Sales (Billboard)            | 33                  |

## Minősítések
| Régió                    | Minősítés | Eladott példányszám |
| ------------------------ | --------- | ------------------- |
| Egyesült Királyság (BPI) | ezüst     | 74 056              |